# Thamnaconus modestus
Thamnaconus modestus är en fiskart som först beskrevs av Albert Günther 1877.  Thamnaconus modestus ingår i släktet Thamnaconus och familjen filfiskar. Inga underarter finns listade i Catalogue of Life.